# Can't Buy Me Love/You Can't Do That
"Can't Buy Me Love/You Can't Do That" er den sjette officielle singleudgivelse fra det engelske rockband The Beatles, og den udkom på Parlophone den 20. marts 1964. Sangene var inkluderet på gruppens album A Hard Day's Night og "Can't Buy Me Love" var med i en scene i Richard Lesters film med samme titel. Singlen toppede hitlisterne i Storbritannien, USA, Australien, Irland, New Zealand og Sverige. I Storbritannien var det den fjerde mest solgte single i 1960'erne.

## Komposition
Can't Buy Me Love blev skrevet af Paul McCartney mens the Beatles opholdt sig i Paris for at spille koncerter i 18 dage i januar 1964. De havde indlogeret sig på det femstjernede hotel George V og havde fået et opretstående klaver stillet op i en af deres suiter, så de kunne arbejde med at skrive numre til deres kommende spillefilm A Hard Day's Night, som dog på dette tidspunkt ikke havde fået denne titel endnu. Sangen blev skrevet under pres, på grund af af den kæmpestore succes, der var opnået med I Want to Hold Your Hand, som netop havde nået nummer et i Amerika.
Paul skrev også i det samme hotelværelse sangen "One And One Is Two", som behørigt blev givet væk til en anden Liverpool-gruppe The Strangers og aldrig blev indspillet af The Beatles.
You Can't Do That blev skrevet af John Lennon, og ifølge George Harrison blev nummeret skrevet, mens de var i Miami Beach under deres første USA-besøg, hvilket så må have været i tidsrummet 13. - 21. februar 1964.
Begge sange er som vanligt krediteret som Lennon-McCartney.

## Indspilning
Den 29. januar 1964 var the Beatles booket til at indspille de tysksprogede udgaver "Komm, gib mir deine hand" ("I Want To Hold Your Hand") og "Sie liebt dich" (She Loves You) i Pathe Marconi Studios i Paris, da den tyske afdeling af EMI Electrola Gesellschaft (moderselskabet til Beatles' britiske pladeselskab Parlophone Records) mente, at den eneste måde at sælge Beatles-plader på i Tyskland ville være at genindspille dem på det tyske sprog. The Beatles producer George Martin var ankommet fra England for at producere numrene. Efter disse var færdigindspillet, var der tid til at indspille Can't Buy Me Love. Da George Martin første gang hørte "Can't Buy Me Love", følte han, at sangen skulle ændres: "Jeg mente, at vi virkelig havde brug for en markering til sangens slutning og en markering til begyndelsen; en slags intro. Så Jeg tog de første to linjer i omkvædet og ændrede slutningen og sagde 'Lad os bare tage disse linjer, og ved at ændre den anden sætning kan vi komme tilbage til verset ret hurtigt.' Og de sagde: 'Det er ikke en dårligt idé, vi gør det på den måde'".
Der blev foretaget fire indspilninger af nummeret, og bortset fra enkelte "overdubs" af vokal og guitar var nummeret faktisk færdigt. Disse blev foretaget den 25. februar i London, hvor der også blev lavet ni optagelser (takes) af B-siden "You Can't Do That".

## Udgivelse
"Can't Buy Me Love/You Can't Do That" blev udgivet som single den 16. marts 1964 i USA og fire dage senere - den 20. marts 1964 - i Storbritannien.
I Storbritannien blev "Can't Buy Me Love/You Can't Do That" The Beatles' fjerde nummer 1 og deres tredje single, der solgte over en million eksemplarer. I november 2012 havde den solgt 1,53 millioner eksemplarer der. I februar 2020 var det den 35. bedst sælgende single gennem tiderne i Storbritannien – en af seks Beatles-sange inkluderet på topsalgsranglisten udgivet af Official Charts Company.
I USA blev den nummer et på Billboard-pophitlisterne i sin anden uge og erstattede She Loves You, som før det havde erstattet "I Want To Hold Your Hand" på førstepladsen. Dagen efter "Can't Buy Me Love" blev udgivet, passerede salget milliongrænsen i USA, hvilket tilskyndede Capitol til at bede tre eksterne pladeproducenter (RCA, Savoy og Decca) om hjælp til at trykke yderligere eksemplarer. Singlen tilbragte 5 uger på nummer et i Amerika.
Begge numre blev som før nævnt tillige udsendt på albummet A Hard Day's Night.

## Musikere
- John Lennon – sang (B-side), akustisk rytmeguitar
- Paul McCartney – tosporet sang (A-side), bas
- George Harrison – tosporet singleguitar, tolvstrenget guitar
- Ringo Starr – trommer